# Championnat de Russie de football 2008
Navigation
Saison précédente Saison suivante
La saison 2008 de Premier-Liga est la dix-septième édition de la première division russe.
Lors de cette saison, le Zénith Saint-Pétersbourg a tenté de conserver son titre de champion de Russie face aux quinze meilleurs clubs russes lors d'une série de matchs se déroulant sur toute l'année.
Chacun des seize clubs participant au championnat a été confronté à deux reprises aux quinze autres.
Malgré la disparition de la Coupe Intertoto qui a vécu sa dernière édition en 2008, seules cinq places étaient qualificatives pour les compétitions européennes, la sixième place étant celles du vainqueur de la Coupe de Russie 2008-2009.
C'est le Roubine Kazan qui a été sacré champion de Russie pour la première fois de son histoire.

## Clubs participants
CSKA Moscou
Dynamo Moscou
Lokomotiv Moscou
FK Moscou
Spartak Moscou
Légende des couleurs
- Phase de groupes de qualification de la Ligue des champions 2008-2009
- Troisième tour de qualification de la Ligue des champions 2008-2009
- Premier tour de la Coupe UEFA 2008-2009
- Deuxième tour de qualification de la Coupe UEFA 2008-2009
- Deuxième tour de la Coupe Intertoto 2008
- Promu de deuxième division

| Club                     | Présent depuis | Classement 2007 | Entraîneur              | Stade                    | Capacité théorique |
| ------------------------ | -------------- | --------------- | ----------------------- | ------------------------ | ------------------ |
| Zénith Saint-Pétersbourg | 1996           | 1               | Dick Advocaat           | Stade Petrovski          | 22 000             |
| Spartak Moscou           | 1992           | 2               | Michael Laudrup         | Stade Loujniki           | 84 745             |
| CSKA Moscou              | 1992           | 3               | Valeri Gazzaev          | Stade Loujniki           | 84 745             |
| FK Moscou                | 2001           | 4               | Oleg Blokhine           | Stade Eduard Streltsov   | 13 200             |
| Saturn Ramenskoïe        | 1999           | 5               | Jürgen Röber            | Stade Saturn             | 14 685             |
| Dynamo Moscou            | 1992           | 6               | Andreï Kobelev          | Stade Dynamo             | 36 540             |
| Lokomotiv Moscou         | 1992           | 7               | Rashid Rahimov          | Stade Lokomotiv          | 28 800             |
| Amkar Perm               | 2004           | 8               | Miodrag Božović         | Stade Zvezda             | 17 000             |
| FK Khimki                | 2007           | 9               | Sergueï Iouran          | Stade Rodina             | 5 083              |
| Tom Tomsk                | 2005           | 10              | Valeri Nepomniachi      | Stade Troud              | 10 000             |
| Rubin Kazan              | 2003           | 11              | Kurban Berdyev          | Stade central            | 10 000             |
| Spartak Naltchik         | 2006           | 12              | Iouri Krasnojan         | Stade Spartak            | 14 149             |
| Krylia Sovetov Samara    | 1992           | 13              | Leonid Sloutski         | Stade Metallourg         | 33 220             |
| Luch-Energia Vladivostok | 2006           | 14              | Semen Altman (en)       | Stade Dinamo             | 10 200             |
| Chinnik Iaroslavl        | 2008           | 1 (D2)          | Sergueï Pavlov          | Stade Chinnik            | 18 500             |
| Terek Grozny             | 2008           | 2 (D2)          | Vyacheslav Hroznyi (en) | Stade Sultan-Bilimkhanov | 10 200             |

### Changements d'entraîneur
| Club                     | Entraîneur partant        | Date de départ   | Entraîneur arrivant       | Date d'arrivée    |
| ------------------------ | ------------------------- | ---------------- | ------------------------- | ----------------- |
| FK Khimki                | Slavoljub Muslin          | 14 avril 2008    | Sergueï Iouran            | 26 mai 2008       |
| Chinnik Iaroslavl        | Sergueï Iouran            | 30 avril 2008    | Sergueï Pavlov            | 13 août 2008      |
| Tom Tomsk                | Valeri Petrakov           | 27 mai 2008      | Miroslav Romaschenko (en) | 27 mai 2008       |
| Terek Grozny             | Leonid Nazarenko          | 31 mai 2008      | Vyacheslav Hroznyi (en)   | 1er juin 2008     |
| Saturn Ramenskoïe        | Gadji Gadjiev             | 8 août 2008      | Jürgen Röber              | 21 août 2008      |
| Spartak Moscou           | Stanislav Tchertchessov   | 13 août 2008     | Michael Laudrup           | 12 septembre 2008 |
| Tom Tomsk                | Miroslav Romaschenko (en) | 4 septembre 2008 | Valeri Nepomniachi        | 18 septembre 2008 |
| Luch-Energia Vladivostok | Zoran Vulić               | 10 octobre 2008  | Semen Altman (en)         | 10 octobre 2008   |

## Compétition

### Pré-saison

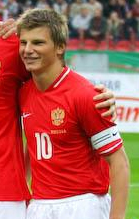
Andreï Archavine (Zénith Saint-Pétersbourg), une des étoiles montantes du football russe.

À l'orée de sa seizième édition, les clubs de la Premier-Liga  espéraient se relancer sur la scène européenne après une saison 2006-2007 catastrophique avec aucun club en huitième de finale autant de la Coupe UEFA que de la Ligue des Champions et un début de campagne européenne 2007-2008 mitigé.
Le Zénith Saint-Pétersbourg seul club non-moscovite à avoir décroché le titre de champion depuis 10 ans avait fort à faire face aux costaud de la capitale. En effet, les six clubs classés de la 2e à la 7e place en 2007, se trouvaient à Moscou, mais seulement certains semblaient en mesure de lutter pour le titre, le Spartak Moscou battu de peu la saison précédente, ou encore le CSKA Moscou et le FK Moscou qui avaient fait de très bonne saison.
Il fallait également compter sur les gloires du passé comme le Lokomotiv Moscou (vainqueur de la Coupe de Russie) ou le Dynamo Moscou qui souhaitaient renouer avec les hautes sphères du football russe.
Le coup d'envoi de la saison a été donné par le Zénith Saint-Pétersbourg qui a battu le Lokomotiv Moscou lors de la Supercoupe de Russie.

### Moments forts de la saison
La première surprise de la saison a été la victoire du Roubine Kazan lors de la 2e journée sur le terrain du tenant du titre le Zénith Saint-Pétersbourg (1-3). Surprise confirmé puisque le club Tatars enchaina sept victoires consécutives avant d'être stoppé par le Spartak Moscou lors de la 8e journée.
Ce début de saison a été particulièrement marqué par la glorieuse épopée du Zénith Saint-Pétersbourg en Coupe UEFA. En effet, après avoir sorti l'Olympique de Marseille, le Bayer Leverkusen et le Bayern Munich pourtant favori de l'épreuve, le club russe a battu en finale dans le City of Manchester Stadium, le Glasgow Rangers sur le score de deux buts à zéro.
Après une trêve qui a permis à l'équipe de Russie d'atteindre les demi-finale de l'Euro 2008, le mois de juillet a été marqué par le mémorable derby entre le Spartak Moscou et CSKA Moscou, derby remporté par le second au Stade Loujniki sur le score de cinq buts à un. Autre victoire mémorable de cette saison, celle du Zénith Saint-Pétersbourg qui a corrigé le Luch-Energiya Vladivostok huit buts à un au mois d'octobre.
Il a fallu attendre la 27e journée pour voir sacrer le Roubine Kazan pour la première fois de son histoire après avoir été en tête de la Premier-Liga de la première à la dernière journée. Par contre il n'y a pas eu d'exploit pour le Chinnik Iaroslavl promu l'année précédente et qui a retrouvé la Pervaja Liga en compagnie du Luch-Energiya Vladivostok qui avait éviter de justesse cette relégation en 2007.

### Qualifications en coupes d'Europe
À l'issue de la saison, les clubs placés aux deux premières places du championnat se sont qualifiés pour la phase de groupes de la Ligue des champions 2009-2010, le troisième s'est quant à lui qualifié pour le troisième tour de qualification des non-champions de cette même Ligue des champions.
Le vainqueur de la Coupe de Russie 2008-2009 et le finaliste ayant terminé dans les trois premiers du championnat, c'est le quatrième qui a pris la première des trois places en Ligue Europa 2009-2010, les deux autres places sont revenues au cinquième et sixième du championnat. Il est à noter cependant que les deux premières places étaient directement qualificatives pour le tour de barrages de la compétition alors que la dernière n'était qualificative que pour le troisième tour de qualification.

### Classement
Le classement est établi sur le barème classique de points (victoire à 3 points, match nul à 1, défaite à 0).
Pour départager les équipes à égalité de points, on tient d'abord compte des confrontations directes, puis si la qualification ou la relégation est en jeu, les deux équipes jouent une rencontre d'appui sur terrain neutre.
| Rang | Équipe                       | Pts | J  | G  | N  | P  | Bp | Bc | Diff |
| ---- | ---------------------------- | --- | -- | -- | -- | -- | -- | -- | ---- |
| 1    | Rubin Kazan                  | 60  | 30 | 18 | 6  | 6  | 44 | 26 | +18  |
| 2    | CSKA Moscou C                | 56  | 30 | 16 | 8  | 6  | 53 | 24 | +29  |
| 3    | Dynamo Moscou                | 54  | 30 | 15 | 9  | 6  | 41 | 29 | +12  |
| 4    | Amkar Perm                   | 51  | 30 | 14 | 9  | 7  | 31 | 22 | +9   |
| 5    | Zénith Saint-Pétersbourg T S | 48  | 30 | 12 | 12 | 6  | 59 | 37 | +22  |
| 6    | Krylia Sovetov Samara        | 48  | 30 | 12 | 12 | 6  | 46 | 28 | +18  |
| 7    | Lokomotiv Moscou             | 47  | 30 | 13 | 8  | 9  | 37 | 32 | +5   |
| 8    | Spartak Moscou               | 44  | 30 | 11 | 11 | 8  | 43 | 39 | +4   |
| 9    | FK Moscou                    | 38  | 30 | 9  | 11 | 10 | 34 | 36 | -2   |
| 10   | Terek Grozny P               | 35  | 30 | 9  | 8  | 13 | 28 | 42 | -14  |
| 11   | Saturn Ramenskoïe            | 33  | 30 | 7  | 12 | 11 | 26 | 30 | -4   |
| 12   | Spartak Naltchik             | 32  | 30 | 8  | 8  | 14 | 30 | 39 | -9   |
| 13   | Tom Tomsk                    | 29  | 30 | 7  | 8  | 15 | 23 | 39 | -16  |
| 14   | FK Khimki                    | 27  | 30 | 6  | 9  | 15 | 34 | 54 | -20  |
| 15   | Chinnik Iaroslavl P          | 22  | 30 | 5  | 7  | 18 | 25 | 48 | -23  |
| 16   | Luch-Energia Vladivostok     | 21  | 30 | 3  | 12 | 15 | 24 | 53 | -29  |

| Légende : Qualifications et relégations | Légende : Qualifications et relégations                                                                                             |
| --------------------------------------- | --- |
|                                         | Ligue des champions 2009-2010 (Phase de groupes)                                                                                    |
|                                         | Ligue des champions 2009-2010 (3e tour de qualification des non-champions)                                                          |
|                                         | Ligue Europa 2009-2010 (Tour de barrages)                                                                                           |
|                                         | Ligue Europa 2009-2010 (3e tour de qualification)                                                                                   |
|                                         | Relégation en deuxième division |
|                                         | T : Tenant du titre 2008 P : Promu 2008 C : Vainqueur de la Coupe de Russie 2008-2009 S : Vainqueur de la Supercoupe de Russie 2008 |

### Matchs
| Résultats (▼dom., ►ext.)                                   | Amk | Chi | CSK | DyM | Khi | FKM | Kry | LoM | Luc | Rou | Sat | SpM | SpN | Ter | Tom | Zén |
| Amkar Perm                                                 |     | 1-1 | 3-3 | 1-2 | 3-1 | 2-0 | 1-0 | 0-0 | 2-0 | 1-2 | 1-0 | 2-0 | 0-0 | 0-0 | 0-0 | 1-1 |
| Chinnik Iaroslavl                                          | 1-1 |     | 1-5 | 1-1 | 1-1 | 1-1 | 0-1 | 0-1 | 3-0 | 0-1 | 1-0 | 4-2 | 2-1 | 3-1 | 1-0 | 1-3 |
| CSKA Moscou                                                | 4-1 | 0-1 |     | 0-2 | 4-3 | 0-2 | 0-0 | 0-0 | 4-1 | 4-0 | 1-0 | 1-1 | 0-1 | 2-0 | 2-1 | 0-0 |
| Dynamo Moscou                                              | 1-0 | 4-3 | 1-3 |     | 2-0 | 1-1 | 2-2 | 4-2 | 2-0 | 0-2 | 2-1 | 2-0 | 1-0 | 2-1 | 2-0 | 1-0 |
| FK Khimki                                                  | 0-3 | 3-3 | 1-2 | 1-1 |     | 0-2 | 1-0 | 2-2 | 3-1 | 0-4 | 2-1 | 0-0 | 2-0 | 0-1 | 1-1 | 1-4 |
| FK Moscou                                                  | 0-1 | 2-1 | 1-4 | 1-1 | 2-2 |     | 1-1 | 0-3 | 3-0 | 1-2 | 0-0 | 2-1 | 1-3 | 0-0 | 2-1 | 0-2 |
| Krylia Sovetov Samara                                      | 2-0 | 1-1 | 0-2 | 3-3 | 3-0 | 1-1 |     | 2-0 | 2-1 | 2-2 | 4-0 | 4-0 | 2-0 | 4-3 | 3-0 | 0-3 |
| Lokomotiv Moscou                                           | 0-1 | 2-2 | 0-2 | 0-1 | 0-2 | 3-2 | 2-0 |     | 2-2 | 0-1 | 0-0 | 3-0 | 0-0 | 2-0 | 2-0 | 0-3 |
| Luch-Energia Vladivostok                                   | 0-1 | 2-2 | 1-3 | 1-0 | 1-1 | 1-1 | 0-0 | 2-3 |     | 1-1 | 0-0 | 1-0 | 0-2 | 1-1 | 0-0 | 0-0 |
| Rubin Kazan                                                | 1-0 | 0-3 | 0-0 | 1-0 | 2-0 | 0-1 | 3-0 | 1-2 | 1-0 |     | 0-0 | 1-1 | 3-0 | 1-3 | 2-1 | 4-1 |
| Saturn Ramenskoïe                                          | 0-0 | 0-0 | 0-4 | 2-0 | 2-2 | 0-0 | 0-0 | 1-2 | 2-1 | 1-2 |     | 4-0 | 1-1 | 3-1 | 2-0 | 1-1 |
| Spartak Moscou                                             | 1-2 | 1-2 | 1-0 | 2-0 | 3-2 | 0-1 | 0-0 | 1-2 | 1-2 | 0-2 | 0-1 |     | 2-1 | 1-1 | 0-1 | 2-2 |
| Spartak Naltchik                                           | 0-1 | 1-2 | 0-0 | 0-2 | 1-2 | 0-3 | 1-1 | 0-1 | 2-2 | 2-0 | 2-1 | 2-1 |     | 2-0 | 1-1 | 2-2 |
| Terek Grozny                                               | 0-1 | 3-1 | 1-0 | 0-0 | 1-0 | 1-1 | 0-3 | 2-1 | 2-1 | 0-0 | 1-0 | 0-0 | 2-1 |     | 1-3 | 1-4 |
| Tom Tomsk                                                  | 0-1 | 0-1 | 0-0 | 0-0 | 3-1 | 2-1 | 0-4 | 0-1 | 1-1 | 1-2 | 0-1 | 2-1 | 1-0 | 2-0 |     | 1-1 |
| Zénith Saint-Pétersbourg                                   | 2-0 | 0-0 | 1-3 | 1-1 | 1-0 | 2-1 | 1-1 | 1-1 | 8-1 | 1-3 | 2-2 | 1-3 | 3-4 | 3-1 | 5-1 |     |
| - Victoire à domicile - Match nul - Victoire à l'extérieur |     |     |     |     |     |     |     |     |     |     |     |     |     |     |     |     |

## Statistiques
| Rang | Joueur                 | Club                                   | Buts |
| ---- | ---------------------- | -------------------------------------- | ---- |
| 1    | Vágner Love            | CSKA Moscou                            | 20   |
| 2    | Danny                  | Dynamo Moscou Zénith Saint-Pétersbourg | 10   |
| 2    | Peter Odemwingie       | Lokomotiv Moscou                       | 10   |
| 2    | Marko Topić (en)       | Saturn Ramenskoïe                      | 10   |
| 5    | Diniar Bilialetdinov   | Lokomotiv Moscou                       | 9    |
| 5    | Eldar Nizamoutdinov    | FK Khimki                              | 9    |
| 7    | Alan Dzagoïev          | CSKA Moscou                            | 8    |
| 7    | Héctor Bracamonte (en) | FK Moscou                              | 8    |
| 7    | Anton Bobior           | Krylia Sovetov Samara                  | 8    |
| 7    | Fatih Tekke            | Zénith Saint-Pétersbourg               | 8    |
| 7    | Martin Kushev (en)     | Amkar Perm                             | 8    |

| Rang | Joueur              | Club                                   | Passes |
| ---- | ------------------- | -------------------------------------- | ------ |
| 1    | Andreï Archavine    | Zénith Saint-Pétersbourg               | 10     |
| 2    | Iouri Jirkov        | CSKA Moscou                            | 9      |
| 3    | Danny               | Dynamo Moscou Zénith Saint-Pétersbourg | 7      |
| 3    | Alan Dzagoïev       | CSKA Moscou                            | 7      |
| 5    | Alekseï Ivanov (en) | Saturn Ramenskoïe                      | 6      |
| 5    | Gökdeniz Karadeniz  | Rubin Kazan                            | 6      |
| 5    | Miloš Krasić        | CSKA Moscou                            | 6      |
| 5    | Andreï Tikhonov     | Krylia Sovetov Samara                  | 6      |
| 5    | Aleksandr Pavlenko  | Spartak Moscou                         | 6      |
| 5    | Florentin Petre     | Terek Grozny                           | 6      |
| 5    | Igor Semchov        | Dynamo Moscou                          | 6      |

### Affluences
| Club                      | Affluence moyenne  |
| ------------------------- | ------------------ |
| Amkar Perm                | 21 700 spectateurs |
| Chinnik Iaroslavl         | 10 293 spectateurs |
| CSKA Moscou               | 21 413 spectateurs |
| Dynamo Moscou             | 20 578 spectateurs |
| FK Khimki                 | 16 494 spectateurs |
| FK Moscou                 | 18 434 spectateurs |
| Krylia Sovetov Samara     | 15 110 spectateurs |
| Lokomotiv Moscou          | 14 108 spectateurs |
| Luch-Energiya Vladivostok | 13 067 spectateurs |
| Roubine Kazan             | 12 820 spectateurs |
| Satourn Ramenskoïe        | 10 300 spectateurs |
| Spartak Moscou            | 9 193 spectateurs  |
| Spartak Naltchik          | 8 731 spectateurs  |
| Terek Grozny              | 8 413 spectateurs  |
| Tom Tomsk                 | 8 181 spectateurs  |
| Zénith Saint-Pétersbourg  | 4 513 spectateurs  |
| Total                     | 13 334 spectateurs |

## Les 33 meilleurs joueurs de la saison
À l'issue de la saison, la fédération russe de football désigne les 33 meilleurs joueurs du championnat (ru).
Gardien
1. Igor Akinfeïev (CSKA Moscou)
2. Sergueï Ryjikov (Rubin Kazan)
3. Viatcheslav Malafeïev (Zénith Saint-Pétersbourg)

Arrière droit
1. Aleksandr Anioukov (Zénith Saint-Pétersbourg)
2. Cristian Ansaldi (Rubin Kazan)
3. Vassili Bérézoutski (CSKA Moscou)

Défenseur central droit
1. Denis Kolodine (Dynamo Moscou)
2. Rodolfo (en) (Lokomotiv Moscou)
3. Dmitri Beloroukov (en) (Amkar Perm)

Défenseur central gauche
1. Sergueï Ignachevitch (CSKA Moscou)
2. Leandro Fernández (Dynamo Moscou)
3. Aleksei Popov (Amkar Perm/Rubin Kazan)

Arrière gauche
1. Radek Šírl (Zénith Saint-Pétersbourg)
2. Alexeï Bérézoutski (CSKA Moscou)
3. Rénat Ianbaïev (Lokomotiv Moscou)

Milieu défensif
1. Anatoliy Tymoshchuk (Zénith Saint-Pétersbourg)
2. Sergueï Semak (Rubin Kazan)
3. Dmitri Khokhlov (Dynamo Moscou)

Milieu droit
1. Miloš Krasić (CSKA Moscou)
2. Igor Denissov (Zénith Saint-Pétersbourg)
3. Kirill Kombarov (Dynamo Moscou)

Milieu central
1. Danny (Dynamo Moscou/Zénith Saint-Pétersbourg)
2. Igor Semchov (Dynamo Moscou)
3. Alan Dzagoïev (CSKA Moscou)

Milieu gauche
1. Iouri Jirkov (CSKA Moscou)
2. Konstantine Zyrianov (Zénith Saint-Pétersbourg)
3. Diniar Bilialetdinov (Lokomotiv Moscou)

Attaquant droit
1. Vágner Love (CSKA Moscou)
2. Pavel Pogrebniak (Zénith Saint-Pétersbourg)
3. Roman Pavlioutchenko (Spartak Moscou)

Attaquant gauche
1. Andreï Archavine (Zénith Saint-Pétersbourg)
2. Marko Topić (en) (Saturn Ramenskoïe)
3. Gökdeniz Karadeniz (Rubin Kazan)

## Bilan de la saison
| Championnat de Russie de football 2008    |                          |
| Champion                                  | Rubin Kazan (1er titre)  |
| Coupes et trophées                        |                          |
| Vainqueur de la Coupe de Russie 2008-2009 | CSKA Moscou              |
| Vainqueur de la Supercoupe de Russie 2008 | Zénith Saint-Pétersbourg |
| Qualifications continentales              |                          |
| Ligue des champions 2009-2010             | CSKA Moscou              |
| Ligue des champions 2009-2010             | Rubin Kazan              |
| Coupe UEFA 2009-2010                      | Amkar Perm               |
| Coupe UEFA 2009-2010                      | Krylia Sovetov Samara    |
| Coupe UEFA 2009-2010                      | Zénith Saint-Pétersbourg |
| Promotions et relégations                 |                          |
| Promus en première division               | Kouban Krasnodar         |
| Promus en première division               | FK Rostov                |
| Relégués en deuxième division             | Chinnik Iaroslavl        |
| Relégués en deuxième division             | Luch-Energia Vladivostok |